# 린샤현

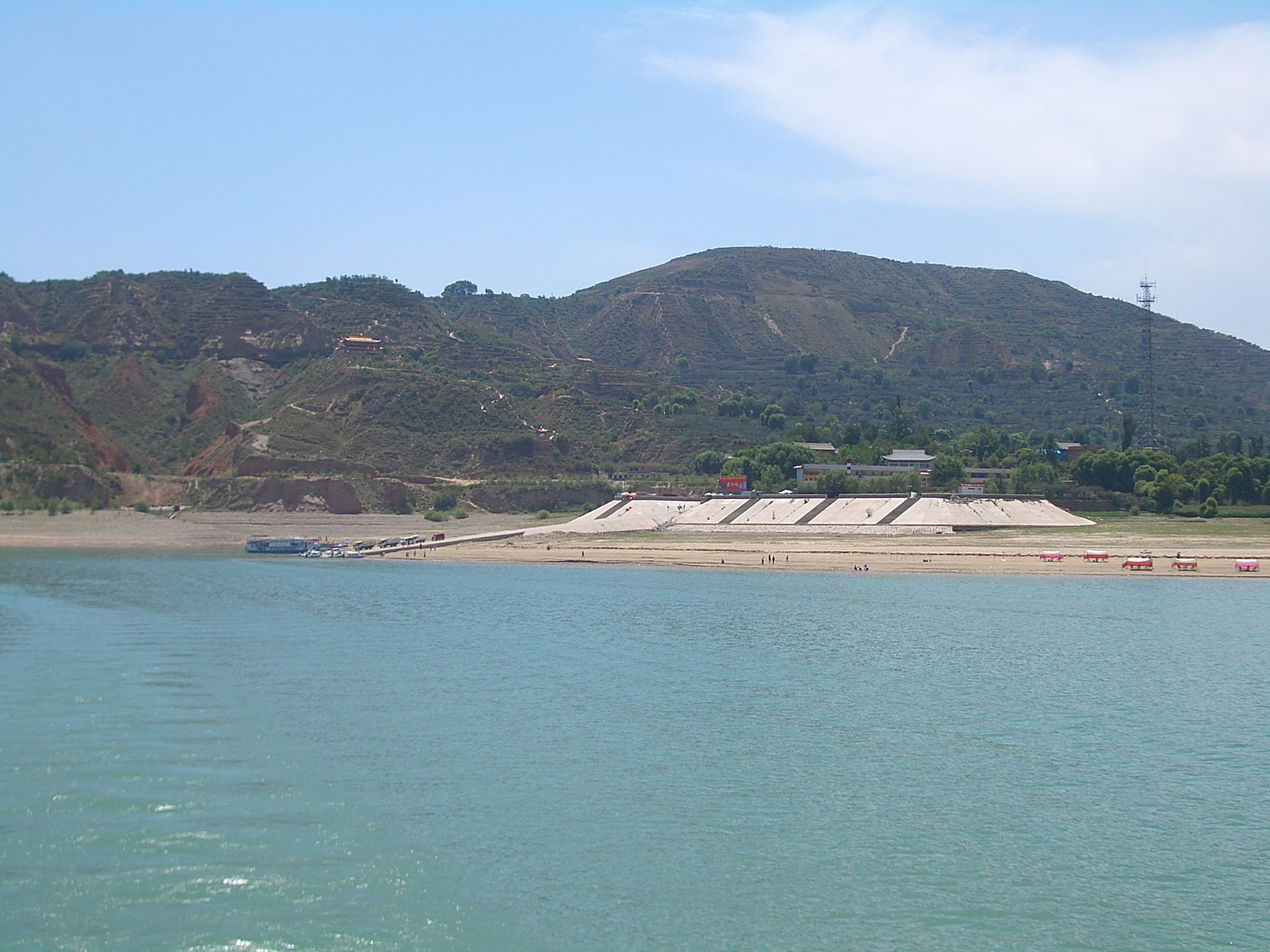

린샤현(한국어: 임하현, 중국어: 临夏县, 병음: Línxià Xiàn)은 중화인민공화국 간쑤성 린샤 후이족 자치주의 현급 행정구역이다. 넓이는 1,212km2이고, 인구는 2007년 기준으로 380,000명이다.

## 행정 구역
6개 진, 17개 향, 2개 민족향을 관할한다.
- 진: 韩集镇 , 土桥镇 , 马集镇 , 莲花镇 , 新集镇 , 尹集镇
- 향: 营滩乡 , 掌子沟乡 , 麻尼寺沟乡 , 漠泥沟乡 , 刁祁乡 , 漫路乡 , 榆林乡 , 北塬乡 , 坡头乡 , 桥寺乡 , 先锋乡 , 河西乡 , 南塬乡 , 红台乡 , 黄泥乡 , 路盘乡 , 民主乡
- 민족향: 安家坡东乡族乡 , 井沟东乡族乡